# Francouzova milenka (film)
Francouzova milenka (v britském originále The French Lieutenant’s Woman) je britský dramatický film z roku 1981. Režisérem filmu je Karel Reisz. Hlavní role ve filmu ztvárnili Meryl Streep, Jeremy Irons, Hilton McRae, Emily Morgan a Charlotte Mitchell.

## Ocenění
- BAFTA, nejlepší hudba, Carl Davis
- BAFTA, nejlepší herečka, Meryl Streep
- BAFTA, nejlepší zvuk, Don Sharpe; Ivan Sharrock; Bill Rowe
- Zlatý glóbus, nejlepší herečka, Meryl Streep
- David di Donatello, nejlepší scénář zahraničního filmu, Harold Pinter
- LAFCA Award, nejlepší herečka, Meryl Streep

Film získal dalších 8 nominací na cenu BAFTA, 2 nominace na Zlatý glóbus a 5 nominací na Oscara.

## Obsazení
| Meryl Streep       | Sarah Woodruff/Anna         |
| Jeremy Irons       | Charles Henry Smithson/Mike |
| Hilton McRae       | Sam                         |
| Emily Morgan       | Mary                        |
| Charlotte Mitchell | paní Tranterová             |
| Lynsey Baxter      | Ernestina                   |
| Jean Faulds        | Cook                        |
| Peter Vaughan      | pan Freeman                 |